# Jan Klata

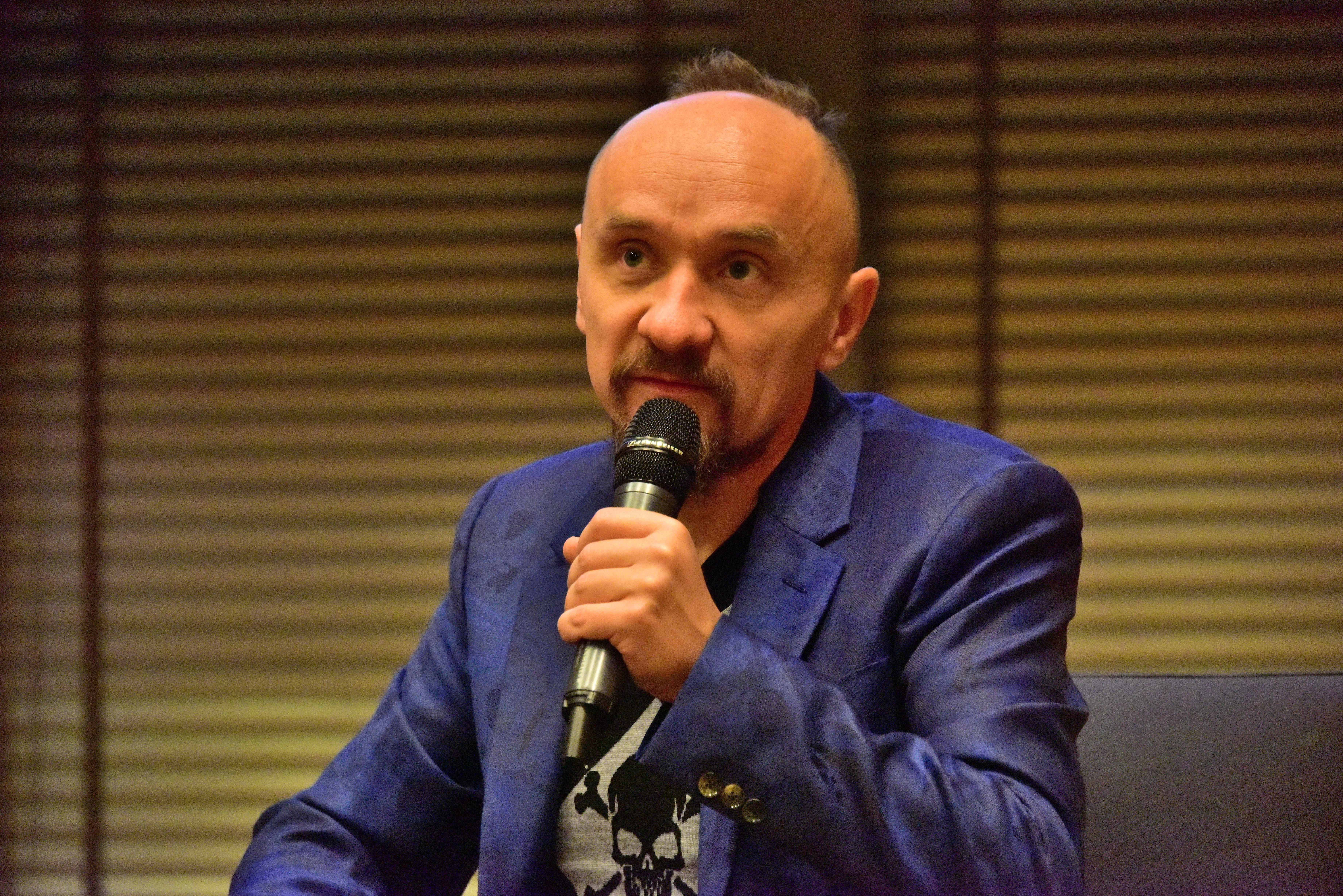
Jan Klata

Jan Klata (geboren 24. Februar 1973 in Warschau) ist ein polnischer Theaterregisseur.

## Leben
Jan Klata besuchte von 1989 bis 1993 das Stephan-Báthory-Gymnasium in Warschau und begann danach eine Ausbildung an der Aleksander-Zelwerowicz-Theaterakademie Warschau, die er an der staatlichen Theaterschule Krakau fortsetzte. Er lernte bei Krystian Lupa und Jerzy Grzegorzewski.
Schon seine erste Inszenierung von Nikolai Gogols Der Revisor in Wałbrzych wurde als wichtigstes Regiedebüt in Polen des Jahres 2003 gewürdigt. Auch in der Folge erhielt Klata für seine Arbeiten zahlreiche polnische Auszeichnungen, so 2006 den Theaterpreis Paszport Polityki. Klata hat selbst auch Theaterstücke geschrieben: Grüner Elefant; Lächelnde Grapefruit und Komm, hör auf.
Seine Inszenierungen wurden auch ins Ausland eingeladen: zum HAU Berlin, zum „Festival d’Automne à Paris“ und zum  Internationalen Festival Buenos Aires. 2004 war er mit seinem eigenen Stück „Usmiech grejpfruta – Lächelnde Grapefruit“ zum Stückemarkt des Berliner Theatertreffens eingeladen, 2011 saß er dort selbst in der Jury. Mit dem Teatr Polski Wrocław war er 2012 mit dem Text Ein Stück über Mutter und Vaterland von Bozena Keff beim Theaterfestival Basel.
Im Jahr 2006 inszenierte Klata in Graz erstmals deutschsprachig, dann 2009 am Düsseldorfer Schauspielhaus und danach in Dresden. Im April 2011 brachte er Franz Kafkas Roman Amerika beim Schauspielhaus Bochum auf die Bühne, 2013 führte er dort bei seiner Version des Hamlet Regie, an dem Stoff hatte er bereits 2004 in Danzig gearbeitet.
Seit 2013 leitet er mit Sebastian Majewski das Stary Teatr in Krakau.

## Auszeichnungen
- 2018: Europäischer Theaterpreis für Neue Realitäten[4][5]